# كابروني كا.4
كابروني كا.4 (بالإنجليزية: Caproni Ca.4)‏ هي طائرةٌ إيطاليَّة، صنعتها شركة كابروني للطائرات، وكان أول تحليقٍ لها في 1917.